# Chlorxylenol
Chlorxylenol (para-Chlor-meta-Xylenol, PCMX, 4-Chlor-3,5-dimethylphenol) ist ein halogeniertes Phenol, das als Desinfektionsmittel eingesetzt wird. Es wird von der Weltgesundheitsorganisation in der Liste der  unentbehrlichen Arzneimittel geführt.

## Darstellung
Chlorxylenol ist durch Chlorierung von 3,5-Xylenol zugänglich.

## Verwendung
Chlorxylenol findet Verwendung in einer Vielzahl antibakterieller Seifen, Händedesinfektionsmitteln und Antiseptika. Daneben kommt es als Konservierungsmittel in Kosmetika, Farben und anderen Produkten zum Einsatz. Chlorxylenol ist dabei in den eingesetzten Konzentrationen (0,5 bis 4 Prozent) ungiftig für den Menschen, gelegentlich kann es zu Hautreizungen kommen. Es wurde 1959 in den USA erstmals zur Verwendung als Fungizid registriert. Bedenklich sind mögliche Verunreinigungen mit Dioxinen, die beim Herstellungsprozess auftreten können.
Chlorxylenol zeigt eine gute Wirksamkeit gegen Bakterien (bakterizid) und Pilze (fungizid), speziell gegen grampositive Erreger. Allerdings ist die antimikrobielle Aktivität stark von der Formulierung abhängig. Der Wirkmechanismus speziell von Chlorxylenol ist wenig untersucht, unterscheidet sich aber wahrscheinlich nicht von anderen Phenolen; die reaktiven Hydroxygruppen bilden Wasserstoffbrücken mit Makromolekülen, vor allem Proteinen, was zu Störungen von Enzymfunktionen und Membranintegrität führt.